# Adoxia rectipes
Adoxia rectipes es un coleóptero de la familia Chrysomelidae. Fue descrita científicamente por primera vez en 1893 por Broun.